# Korol i Szut
Korol i Szut (ros. Король и Шут, po polsku Król i Błazen) – rosyjski zespół punkrockowy z Petersburga. W 2014 roku zespół zawiesił działalność z powodu śmierci wokalisty, Michaiła Gorszeniowa. Pozostali członkowie postanowili założyć nowy zespół, Siewiernyj Fłot.

## Członkowie zespołu
- Michaił Gorszeniow (Gorszok) (Михаил «Горшок» Горшенёв) – wokal
- Andriej Kniaziew (Kniaź) (Андрей «Князь» Князев) – wokal
- Aleksandr Bałunow (Bału) (Александр «Балу» Балунов) – bas
- Jakow Cwirkunow (Яков Цвиркунов) – gitara
- Aleksandr Leontiew (Renegat) (Александр «Ренегат» Леонтьев) – gitara
- Aleksandr Szczygolew (Poruczik) (Александр «Поручик» Щиголев) – perkusja
- Maria Nefiodowa (Мария Нефёдова) – wiolonczela

## Albumy studyjne
- 1996 — Камнем по голове (Kamniem po gołowe/Kamieniem po głowie)
- 1997 — Король и Шут (Korol i szut/Król i błazen)
- 1999 — Акустический альбом (Akusticzeskij albom/Album akustyczny)
- 1999 — Ели мясо мужики (Jeli miaso mużyki/Chłopi jedli mięso)
- 2000 — Герои и злодеи (Gieroi i złodiei/Bohaterowie i łotry)
- 2000 — Будь как дома, путник (Bud' kak doma, putnik/Czuj się jak w domu, wędrowcze)
- 2001 — Собрание (Sobranie/Zgromadzenie)
- 2001 — Как в старой сказке (Kak w staroj skazkie/Jak w starej bajce)
- 2002 — Жаль, нет ружья! (Żal, niet rużja!/Szkoda, nie ma strzelby!)
- 2003 — Мёртвый анархист (Miortwyj anarchist/Martwy anarchista)
- 2004 — Бунт на корабле (Bunt na korable/Bunt na statku)
- 2006 — Продавец кошмаров (Prodawiec koszmarow/Sprzedawca koszmarów)
- 2008 — Тень клоуна (Tień klouna/Cień błazna)
- 2010 — Театр демона (Tieatr diemona/ Teatr demona)
- 2011 — Праздник крови (Praznik krowi/ Święto krwi)

Koncertówki
- 1999 — Ели мясо мужики (Jeli miaso mużyki/ Jedli mięso chłopy)
- 2003 — Мёртвый анархист (Miortwyj anarchist/ Martwy anarchista)